# جابر العبد الله الجابر الصباح
الشيخ جابر العبد الله الجابر الصباح (11 يوليو 1930  -)، عميد أسرة الصباح أغسطس 2024 ، محافظ محافظة الأحمدي ومحافظ محافظة العاصمة ووزير الشؤون الاجتماعية والعمل الأسبق في الكويت. وهو ابن الشيخ عبد الله الجابر الصباح من زوجته الشيخة منيرة الأحمد الجابر الصباح.

## حياته العلمية والعملية
- بدأ تعليمه في المدرسة المباركية والمدرسة الأحمدية والمدرسة الشرقية، واستكمل تعليمه في القاهرة في عام 1944، وألتحق بكلية سان كريستوفر في لندن لدراسة الحقوق وأنهى تعليمه فيها في عام 1953.[1]
- في عام 1949 عمل نائبًا لرئيس المحاكم بدائرة العدل، ونائبًا لرئيس المعارف، ونائبًا لرئيس الأوقاف والأيتام وذلك حتى عام 1961.[1] وفي 21 فبراير 1961 عينه الشيخ عبد الله السالم الصباح محافظًا لمحافظة الأحمدي ليكون أول محافظ لها[2]، وقد ظل محافظًا عليها حتى عام 1985 حين عين محافظًا لمحافظة العاصمة، وقد ظل بهذا المنصب حتى 20 يونيو 1990 [1] عندما عين وزيرًا للشؤون الاجتماعية والعمل، والذي تولى مسئوليتها حتى 20 أبريل 1991.[3]
- في عام 1954 أسس أول حديقة للحيوان في الكويت والخليج العربي وهي «حديقة سلوى»، وهي الثانية في الشرق الأوسط، وكانت الحديقة تقع في منطقة سلوى، وقد سميت المنطقة بسلوى نسبة إلى الحديقة.

## حياته الأسرية
| الزوجة                                     | الأبناء                                                    |
| ------------------------------------------ | ---------------------------------------------------------- |
| الشيخة نجيبة عبد الله الأحمد الجابر الصباح |                                                            |
| هدى السيد عبد الوهاب السيد خلف النقيب      | الشيخة ريم، الشيخ أحمد، الشيخة ندى، الشيخة منى، الشيخ مشعل |